# استيلاء محمد علي باشا على السلطة

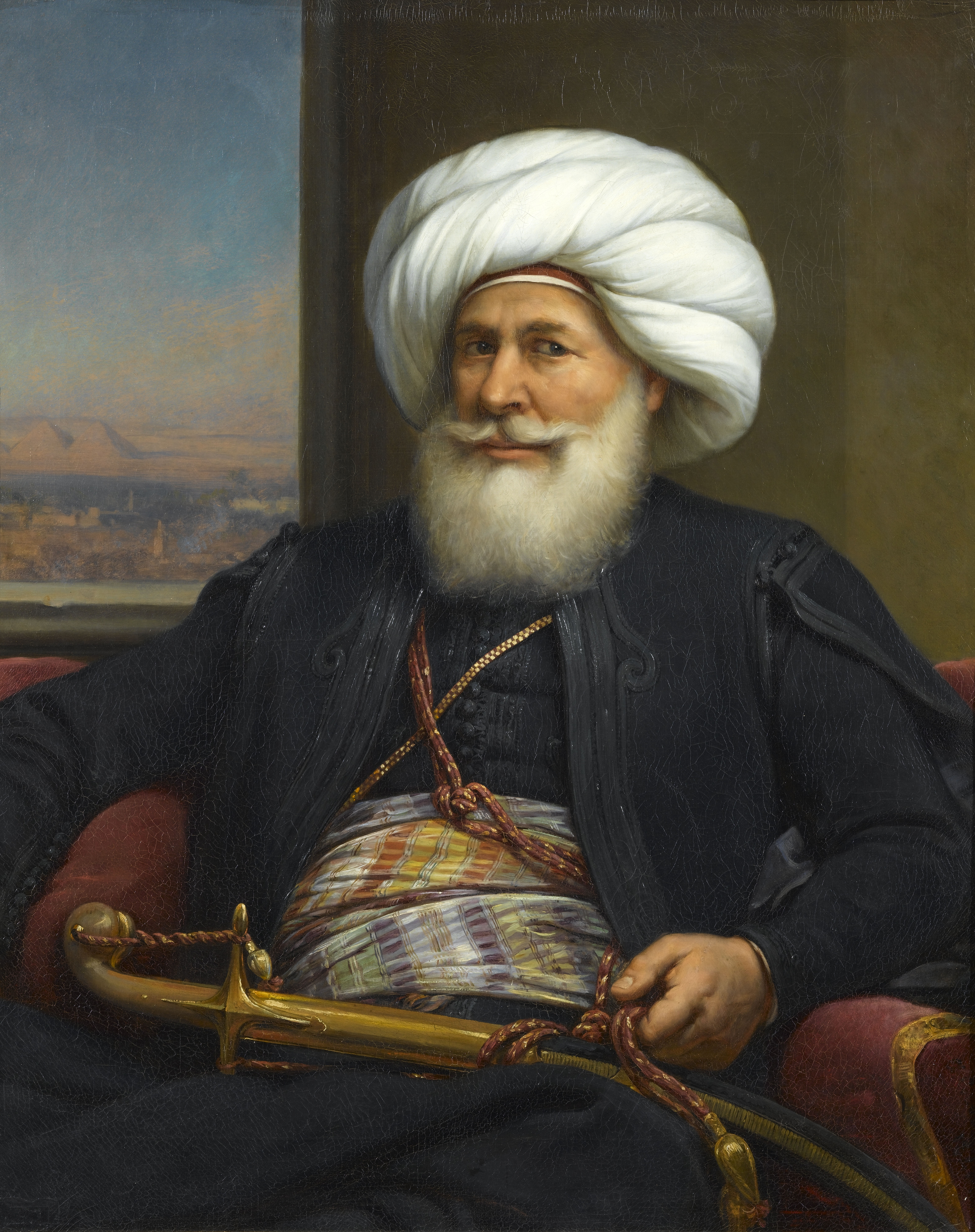
پورتريه لمحمد علي عام 1840، بريشة أوگوست كوديه.

بدأت عملية استيلاء محمد علي على السلطة في مصر بالموازاة لثلاث حروب أهلية بين الأتراك العثمانيين والمماليك المصريين، والمرتزقة الألبان. انتهت بانتصار الألبان تحت قيادة محمد علي باشا.

## طموح محمد علي إلى منصب الولاية
هكذا كانت الحال في مصر حينما أخذ محمد علي يطمح إلى منصب الولاية. ولا يستبعد ان تكون تلك الحال نفسها حملته على الطموح إلى هذا المنصب بعد اقتناعه بعدم اقتدار أحد من كبار الرجال المشتركين في النزاع على التغلب على منازعيه والاستئثار بالحكم وإدارة شؤون البلاد بالحكمة والحزم. أما النزاع بين الوالي والمماليك، فكان لابد من دخوله سريعا في دور حاد لأن الوالي كان مدفعوا إلى الإسراع في منازلة المماليك بالأوامر التي وردت عليه من الآستانة، وبشدة حاجته إلى المال لدفع مرتبات الجنود. على أنه ما كاد ينازل المماليك حتى تبين له خصم جديد من قواد جيشه، وهو محمد علي الذي كان قبلا من أصدقائه المقربين، لكنه لما اختبر ما عند محمد علي من المقدرة والطموح صار يرى فيه صديقا مخيفا، ولم يكن مخطئا في رأيه.
عندما تسلم خسرو باشا منصب الولاية في القاهرة سنة 1801م، كان المماليك مسؤولين عن الوجه القبلي من الديار المصرية وعلى معظم الوجه البحري، فوجه اليهم فرقتين من الجند احداهما بقيادة يوسف بك، والثانية بقيادة محمد علي. فنازل المماليك فرقة يوسف بك وهزموها شر هزيمة قبل أن يصل محمد علي بفرقته إلى ساحة القتال، فنسب انكسار فرقة يوسف بك إلى تعمد محمد علي التأخر في نجدتها، فاستدعاه خسرو باشا ليلا إلى مقره في القلعة زاعما انه يرغب في مفاوضته في أمر هام، وهو انما كان يقصد الإيقاع به، فأدرك محمد علي قصد خسرو باشا، وجاوبه انه سيحصر لمقابلته نهارا على رأس فرقته. وعلى أثر ذلك ثار الجنود على الوالي طالبين مرتباتهم المتأخرة، ولم يستطع الوالي دفع المتأخر لهم، فرغب طاهر باشا كبير قواد الجيش التوسط بينه وبين الجنود الثائرين، فرفض خسرو باشا مفاوضته، فانحاز طاهر باشا إلى الجند وسار بهم إلى القلعة، فألجأ خسرو باشا إلى الفرار، وتولى الحكم بعده طاهر باشا بالوكالة سنة 1803.
منذ ابتداء الحوادث صار معلوما أن هنالك محركا غير منظور يدير من وراء الستار حركات الجنود والطامعين بالولاية في بحذاقة لاعب الشطرنج البارع وكان ذلك المحرك محمد علي، لكنه رغما عن طموحه الشديد إلى منصب الولاية، لم يتعجل الأمر بل اتبع خطة تضمن له الوصول إلى الولاية بعد أن تقضي على سائر المرشحين لها والطامعين فيها، وتزيل من طريقه العناصر المعادية. وبمقتضى تلك الخطة أصبح كل من يتولى الحكم عرضة للقتل أو العزل العاجل، بعد أن ينال محمد علي بواسطته بعد مآربه. فعليه بعد أن تولى طاهر باشا أعمال الولاية، حمله محمد علي على مراسلة البرديسي أحد زعيمي المماليك الكبيرين ليتقرب من المماليك، ويأمن شرهم في أثناء العراك القائم بسبب الولاية، لكن عهد ظاهر باشا بالولاية لم يطل لأن الانكشارية ثاروا عليهم مطالبين بمرتباتهم، فأدى ذلك إلى خصام بين الباش والضباط الذين انتدبهم الانكشارية لمفاوضته، وانتهى الخصام بقتل طاهر باشا، واغتنم محمد علي الفرصة فاتفق مع المماليك.
وكان في مصر حينئذ أحد وزراء الدولة العثمانية المدعو أحمد باشا قاصدا إلى المدينة المنورة التي عين واليا عليها فأراد الانكشارية إجلاسه على كرسي ولاية مصر، غير أن محمد علي لم يوافقهم على ذلك. وبالاتفاق مع المماليك طردوا أحمد باشا من القاهرة، ثم بطش الألبانيون بالانكشارية باغراء محمد علي، ولم يبق في مصر من الرجال المنتمين إلى حكومة الآستانة الذي يخشى محمد علي شرهم سوى خسرو باشا الوالي السابق الذي كان مقيما في دمياط فهاجمه محمد علي وعثمان بك البرديسي برجالهما وأحضراه إلى القاهرة. وهكذا لم يبق لمحمد علي خصم ظاهر من رجال الآستانة، كما أن عثمان بك البرديسي صارت اليه السلطة العليا بين المماليك، لأن مناظره محمد بك الألفي كان قد ذهب إلى إنجلترا طامعا بالاستقلال بالحكم في مصر بمساعدة إنجلترا.
واتصلت بالدولة العثمانية أخبار الحوادث المصرية، فراعها اتحاد المماليك والألبانيين، فوجهت علي باشا الجزائري واليا وأصبحته بألف جندي وبعد مناورات لا محل لذكها، اعترضت الجنود الألبانية علي باشا في طريقه من الإسكندرية إلى القاهرة ففتكت بجنوده وقادته أسيرا إلى القاهرة ثم وجهوه إلى سوريا لكنهم قتلوه في الطريق.
وفي أوائل سنة 1804 عاد محمد بك الألفي من انكلترا، حاملا الكثير من التحف والأموال، وصعد نحو القاهرة في النيل. ولما كان وجوده في مصر يهدد محمد علي وعثمان بك البرديسي على السواء، اتفقا على مقاومته فاعترضه رجالهما في النيل ونهبوا الأموال والتحف التي جاء بها، أما هو فبادر إلى النزول إلى البر ونجا بنفسه واختبأ عند العرب.
يظهر للقارئ مما تقدم أن محمد علي كان له نصيب كبير في تدبير جميع الحوادث التي سلف ذكرها، غير أنه مع هذا كان بعيدا عن كل مسئولية تجاه الشعب والجند. فكان إذا تأخر دفع مرتبات الجند وقعت المسئولية على من يتولى إدارة البلاد وثارت الجنود عليه لا على قائد الجند، وإذا فرضت الأموال على الأهلين واستثقلوا وطأتها نقموا على الحكام الذين فرضوها. أما محمد علي فكان في تلك الأحوال يشارك الجند والشعب في التوجع لما أصابهم، ويظهر الاهتمام بتحصيل حقوقهم وتخفيف كروبهم، فأصبح صديق الجند والشعب. وهذه أهم النتائج التي يبغي الحصول عليها قبلما يرشح لمنصب الولاية، لأن على الجند والشعب يتوقف تثبيت قدمه في البلاد.
واتفق أن مرتبات الجنود كانت متأخرى فثار الألبانيون على عثمان بك البرديسي وطالبوه بدفعها، ففرض على أهل القاهرة ضرائب فادحة ليتمكن من دفع مرتبات الجنود، فأغضب ذلك الأهالي، ونزعوا إلى الثوة ر، فتدخل محمد علي في الأمر، وأظهر عطفا شديدا على الأهلين ووعدهم بالمساعدة لرفع هذه المظلمة عنهم، فثابوا إلى السكون. وكان المماليك قد أخذوا يشعرون أن محمد علي يبطن لهم العداء، والحقيقة أنه كان حينئذ في غنى عنهم بل صار اضعافهم خيرا له، فبدأ المشادة بين الفريقين.
وتجددت الثورة في القاهرة على المماليك باتفاق الأهالي والألبان، وحدث قتال عنيف وبرز محمد علي نفسه إلى ميدان القتال، فتغلب على المماليك، وألجأ جميع أمرائهم إلى الفرار من القاهرة. فعندئذ أصبح محمد علي صاحب العقد والحل في القاهرة لأن زمام الجند والشعب كان في يده، غير أنه لم يتسرع في طلب الولاية لنفسه، ولعله حاول هذه المرة اثبات اخلاصه للدولة العثمانية حتى لا تناوئه متى آن أون ترشيحه للولاية. وكان لا يزال موجودا في القطر المصري اثنان من الباشوات العثمانيين، أحدهما خسرو باشا والثاني أحمد خورشيد باشا حاكم الإسكندرية.
فدعا محمد علي علماء البلد وأعيانها إلى اجتماع أظهر لهم في اثنائه وجوب المبادرة إلى تعيين وال على البلد، واقتراح إخراج خسرو باشا من معتقله وتقليده منصب الولاية، فوافق العلماء والأعيان على ذلك. غير أن الزعماء الألبانيين اعترضوا على هذا التعيين وطلبوا من محمد علي إخراج خسروا باشا من البلاد، فأذعن إلى طلبهم وأعاد خسرو باشا إلى الآستانة. ولا يخفى أن الألبانيين كانوا رجال محمد علي الذين عليهم جل اعتماده ولديهم تودع أسراره، فلا يعقل والحالة هذه انه كان يجهل شعور زعمائهم نحو خشرو باشا عندما اقترح رده إلى منصب الولاية، بل يستشف من عمله التواطؤ مع الزعماء الالبانيين على اتخاذ ترشيح خسرو باشا لمنصب الولاية واخراجه من معتقله، كان وسيلة لاخراجه من القطر المصري، فيقرب محمد علي خطوة جديدة من الولاية بدون أن يكون في مظهره ما يغضب الباب العالي. والمشهور أن خسرو باشا كان يعتقد سوء النية في محمد علي، فأظهر نحوه أشد العداء بعد عودته إلى الآستانة وتوليه المناصب العالية فيها. وكان للعداء بينهما شأن عظيم في النزاع الذي وقع بعد ذلك بين السلطان محمود ومحمد علي. فبعد إخراج خسرو باشا من القطر المصري، لم يبق فيه من كبار العثمانيين من يصح تعيينه واليا سوى خورشيد باشا، فاتفق العلماء والأعيان وزعماء الجند على تعيينه واليا وتعيين محمد علي قائم مقام له. ووافق الباب العالي على ذلك في سنة 1804، أما خورشيد باشا فلقى ما لقى أسلافه من الصعوبات في الحصول على الأموال، وفي دفع مرتبات الجنود، فقرض الأموال الطائلة على أهل القاهرة، وابتز كثيرا منها من بعض الأفراد وخصوصا من المنتسبين إلى المماليك، فشمل الاستياء منه جميع الطبقات. وكان في الوقت عينه يشعر بعدم اخلاص محمد علي، وبشدة وطأته، وظن أنه يتخلص منه باشغاله بمحاربة المماليك، غير ان انتصارات محمد علي في تلك المحاربة، وشدة عطفه على الأهلين والجند، زاده رفعة في عيون الجميع، ووطد مكانته في البلد خصوصا لدى العلماء والأعيان.
فرأى الوالي انه لابد له من قوة من رجال الدولة العثمانية تقف بجانبه وتعزز مقامه، والا أضحى بين يدي محمد علي كريشة في مهب الريح، ففاوض رجال الدولة في ذلك، بينما كان محمد علي بعيدا عن القاهرة مشتغلا بمحاربة المماليك، فوجهوا اليه ثلاثة آلاف مقاتل من طائفة الدالاتية، غير أن وجودهم في القاهرة لم يزد موقفه إلى ضعفا وارتباكا، لأنهم عمدوا إلى السلب والنهب وارتكاب شتى المنكرات والمحرمات، فزاد سخط الأهالي على خورشيد باشا، لأنه لم يشأ أو لم يستطع كف أذى الجند عنهم. كما أن محمد علي لما بلغه قدوم الدالاتية إلى القاهرة عاد اليها، وأخذ يدس الدسائس على الوالي ويستميل عنه حتى رجاله الدلاتية. وبما أن تأخر دفع مرتبات الجنود كان من القواعد المطردة في ذلك الزمن، ثار الألبانيون عليه مطالبين بدفع مرتباتهم، فوقف الدالاتية على الحياد، فوجد خورشيد باشا نفسه في موقف حرجا عما كان عليه قبل قدوم الدالاتية.
وفي أثناء ذلك ورد مرسوم من الآستانة بتولية محمد علي باشا على جدة. وانما جرى ذلك بناء على مخابرات سابقة بين الباب العالي وخورشيد باشا درءا للخطر الذي خشيا وقوعه عليهما فيما لو بقى في مصر، فأظهر محمد علي استعداده لتنفيذ مرسوم الآستانة، وأخذ يتأهب للسفر، غير أن الجند والشعب الساخط على الوالي رجوا منه أن يبقى في مصر لاقتناعهم بأنهم لن يجدوا حاكما أرأف من محمد علي بحالتهم أو أقدر منه على انالتهم حقوقهم أو أكثر كفاءة لتولى ي الاحكام، فاتفق زعماء الجند والعلماء والأعيان على إسقاط خورشيد باشا من منصب الولاية، وانتخاب محمد علي بدلا منه. وكتبوا إلى الآستانة في ذلك، فأجيب ملتمسهم، وتلقى محمد علي مرسوما بذلك في يوليو سنة 1805. أما خورشيد باشا فانه قاوم هذا التعيين، لكنه اضطر اخيرا للتسليم وأعيد إلى الآستانة.
وما كاد محمد علي يفرغ من مناهضة الباشوات العثمانيين حتى برز الإنكليز لمقاومته، طالبين من الباب العالي اسقاطه، وتسليم إدارة الأحكام للماليك، بزعامة صديقهم محمد بك الألفي الذي ذكرنا قبلا علاقته بإنكلترا، فأرسل الباب العالي القبطان باشا بأسطوله إلى مصر لتنحية محمد علي باشا عن كرسي الحكم، غير أنه وجد الشعب والجند يؤيدانه، ورأى الشقاق سائدا على المماليك، كما أنه أطلع على غرض إنكلترا من عزل محمد علي واعادة حكم المماليك، وبناء على ذلك وعلى ما عرضه المصريون إلى الباب العالي بواسطة إبراهيم باشا ابن محمد علي الذي أوفدوه إلى الآستانة، صدر مرسوم جديد بتثبيت محمد علي في منصبه، فوصل هذا المرسوم إلى مصر في 7 تشرين الثاني (نوفمبر) سنة 1806. وقد كان لمساعي قنصل فرنسا في الإسكندرية لدى القبطان باشا ولسفير فرنسا في الآستانة وللمال والهدايا التي يبعث بها محمد علي إلى الآستانة تأثير عظيم على هذا التثبيت.

## محمد علي والي مصر
بعد ارتقاء محمد علي إلى منصب الولاية، انقضى دور العمل من وراء الستار، حيث كان هو الدافع وغيره العامل، وهو صاحب التدبير وعلى غيره تحمل المسئولية. انقضى ذلك الدور وانحصر في تصريف الأمور وحل المشاكل، ومقاومة الخصوم في الخارج والداخل. فالمماليك ضعفت قوتهم ولانت ملامسهم نوعا ما، لكن نفوسهم ما برح تحدثهم باسترجاع سلطتهم وسابق مجدهم متى سنحت الفرصة.
ومصالح الانگليز في الهند كانت آخذة في النمو، وبنموها ازدادت مصر أهمية في نظرهم، لتسهيل وسائل النقل بين انكلترا والهند بطريق البحر المتوسط ومصر والبحر الأحمر، بدلا من الطريق البحرية الطويلة حول رأس الرجاء الصالح. وهذا الذي كان قد دفعهم قبلا إلى مقاومة حملة بونابرت على مصر وسوريا واجتذاب محمد بك الألفي أحد زعماء المماليك إلى جانبهم، وبذلك جهد عظيم لتسليمه مقاليد الحكم في البلاد المصرية لقاء امتيازات ينالونها منه، غير أن تفرق كلمة المماليك، وحزم محمد علي، أحبط مساعيهم كما روينا قبل.
ونظرا لاشتباك انگلترا في حرب مع الدولة العثمانية وشدة شكيمة محمد علي وحرصه على ابعاد كل تدخل أجنبي عنه، لم يأمل الإنكليز الاتفاق معه، لاسيما أنه كان شديد الميل إلى الفرنسويين اللذين أخذوا بناصره حينما كان الإنكليز يدفعون الدولة العثمانية إلى عزله. فلذلك عزم هؤلاء على استخدام قوتهم وقوة المماليك لنزع البلاد من يد الدولة العثمانية، وتنحية محمد علي عن الولاية، وتسليم زمام الأمور للمماليك.
لكن جرت التقادير ضد التدابير، فإن عثمان بك البرديسي توفى في أواخر سنة 1806 وزميله محمد بك الألفي توفى في أوائل سنة 1807، فسادت الفوضى شئون المماليك لفقد زعيمهم الكبيرين، ولم يدرك الإنكليز مبلغ الضعف الذي أصاب حلفاءهم وظنوا أنهم ما برحوا يستطيعون الاعتماد على معاونتهم، فوجهوا إلى القطر المصري حملة مؤلفة من نحو خمسة آلاف جندي يقودها الجنرال فريزر، فوصل إلى الإسكندرية واحتلها في شهر مارس سنة 1807، ثم حاول احتلال رشيد أولا، وثانيا ليفتح طريق المواصلة بينه وبين المماليك، وفي كلتا المرتين اخفق اخفاقاً تاماً، إذ أمعنت الجنود العثمانية في الحملتين قتلاً وتشريداً، وأخذت عدداً كبيرا من الأسرى نقلوا إلى القاهرة. أما المماليك فلزموا السكينة ولم يمدوا لمساعدة الإنكليز يداً وأخيراً دارت المفاوضة بين محمد علي والإنكليز وانتهت بالاتفاق على أن يخلي محمد علي سبيل الأسرى، وأن تتجلى الجنود الإنكليزية عن الإسكندرية فغادروها في شهر سبتمبر سنة 1807.
فكان للانتصار الذي أحرزه محمد علي صدى عظيم في مختلف أنحاء البلاد، ونال ارتياح الباب العالي وتأييده. واغتنم المماليك هذه الفرصة للقرب منه، فتوكدت سيادته في القطر المصري، وعظمت هيبته في النفوس، واتخذ محمد علي على الخطر الذي كان يهدد البلاد من الخارج حجة لتحصين الثغور، وشحن الإسكندرية بالمقاتلة، وتولى الدفاع عن الثغور المصرية بنفسه، وقد كان قبل ذلك يقوم بالدفاع عنها قائد البحرية العثمانية (القبطان باشا) وهكذا استقل بادارة الاحكام في القطر المصري وبالدفاع عنه في الداخل والخارج.

## نكبة المماليك وحرب الوهابيين
أما رجال الدولة العثمانية، فرغما عن ارتياحهم لانتصار محمد علي باشا على الإنجليز الذين حاولوا الاعتداء على بلاد عثمانية، كانوا ينظرون بعين الحذر والخواف إلى نمو قوته وانتشار صيته وسطوته. وكانت في أثناء ذلك قد انتشرت الدعوة الوهابية في البلاد العربية، ثم تحول أصحابها إلى جيش، فاتح فغزا الحجاز واستولى على مكة المكرمة والمدينة المنورة، فارتاع لذلك العالم الإسلامي، ولم يستطع الجنود العثمانيون صدهم، بل امتدت غزواتهم إلى العراق وسوريا.
فانتدبت الحكومة العثمانية محمد علي لمقابلتهم، وهي تقصد بذلك تشريفه ظاهريا بالدفاع عن الكعبة والمدينة، أما حقيقة الحال فهي أنها كانت في حاجة إلى من يرد عن ولاياتها غارات الوهابيي، كما أنها كانت أمل ان المصادمة بين محمد علي والوهابيين، تلقيه في ورطة عظيمة ربما قضت عليه وعلى الوهابيين معا. على أن انتدابه لهذه المهمة الشريفة زاد مكانته رفعة في عيون المسلمين في جميع الأقطار.
فأخذ في تجهيز الجنود واعداد وسائل النقل إلى الحجاز بحرا. فكانت هذه أول حركة صناعية كبرى قام بها إذ جمع لها المواد والصناع من جميع أنحاء القطر المصري، وأنشأ المصانع في بولاق، حيث جهزت السفن أجزاء، ونقلت كذلك إلى السويس حيث ركبت فكان ما أنشأه بضع عشرة سفينة.
ولما اقترب أوان تسيير الحملة الحجازية، رأى من الحكمة أن يطهر البلاد من المماليك الذين كان قد قاتلهم قتالا شديدا في الأعوام الماضية حتى خضد شوكتهم، وظن أن لن تقوم لهم قائمة بعدها، ثم قرب كبارهم منه، وأقطعهم الاقطاعات، لكن لما شرع في اعداد الحملة على الوهابيين أخذوا يكيدون له ويتآمرون عليه، فعلم بمؤامراتهم لكن تجاهلها.
وعول على نكبتهم، واختار لذلك أول آذار (مارس) 1811، وهو اليوم الذي عينه لعقد لواء الحملة الحجازية في قلعة الجبل لولده طوسون باشا . فدعا إلى الحفلة كبار رجال حكومته وأمراء المماليك، وبعد انتهاء الحفلة ركب المماليك خيولهم وهموا بالخروج فوجدوا باب القعلة موصدا في وجوههم، وكان الجنود قد أحدقوا بهم وأمطروهم وابلا من الرصاص وأجهزوا على من بقى حيا بالسيوف، فلم ينج منهم أحد من الذين شهدوا حفلة القلعة، فكان في ذلك اليوم القضاء الأخير على قوة المماليك في مصر، ولم يبق في البلاد من العناصر التي اعتادت الكيد للولاة واقلاق راحة العباد سوى طوائف من الجند.

### حرب الوهابيين
بدأت هذه الحرب في سنة 1811، وانتهت في سنة 1818. قاد حملتها الأولى طوسون باشا من سنة 1811 إلى 1815، وأصيبت جنوده في بادئ الأمر بانكسار شنيع، لكن عاد فاستولى على مكة والمدينة وجدة، والطائف بعد متاعب وأخطار جمة، ثم ذهب محمد علي بنفسه إلى الحجاز في (أغسطس) 1813 ليشرف على الأعمال الحربية فمكث هناك إلى شهر حزيران (يونيه) سنة 1815.
ثم تولى قيادة الحملة الوهابية إبراهيم باشا من أواخر سنة 1816 إلى أن انتهت في أواخر سنة 1818، فقهر الوهابيين واستولى على مدنهم، وأكره زعيمهم عبد الله بن السعود على التسليم والذهاب إلى مصر، ومنها أرسل إلى الآستانة فقتلته الحكومة العثمانية على أثر وصوله. فكان للقضاء على الوهابيين فرح عظيم في العالم الإسلامي اقترن به ذكر محمد علي بالإعجاب والتكريم. وظهرت في أثناء هذه الحرب كفاءة إبراهيم باشا وصفاته العسكرية الممتازة، وبها ابتدأت شهرته التي طبقت الآفاق في ما تلاها من الحروب ومكافأة له على انتصاراته الباهرة أنعم عليه السلطان بولاية جدة.
وعدا الشهرة الواسعة التي نالها محمد علي في البلدان الأجنبية لتغلبه على الوهابيين، ازدادت سلطته رسوخا في القطر المصري، وخصوصا على رجال الجيش، لأن محاربة عدو باسل مدة سبع سنين في بلاد مقفرة أهلكت عددا كبيرا من الضباط والجنود المشاغبين، إما قتلا في المحاربة أو موتا بالأمراض، كما أن الانكسارات الأولى التي أصابت الجيش قضت على خيلاء بعض كبار ضباطه، بل أذلتهم ونزعت من الجنود الثقة بهم، فاغتنم محمد علي هذه الفرصة لتمكين قبضته لضباطهم، فكان إذا انتقل الضابط من جهة إلى أخرى انتقلت جنوده معه، كأنما هم مماليكه ولا علاقة لهم مباشرة بالقيادة العامة.

### حادثة لطيف باشا
كان لطيف باشا من مماليك محمد علي المقربين اليه، فلما فتحت المدينة المنورة على يد طوسون باشا، انتدبه مولاه لحمل مفاتيحها إلى الآستانة. وبعد رجوعه إلى مصر ظهر تغير في سلوكه فنسب اليه التآمر على محمد علي ليحل محله بينما هو غائب في الحجاز. وقد اختلفت الروايات عن هذه الحادثة. فالرواية الكثيرة الشيوع هي أن رجال الآستانة رأوا من لطيف باشا في أثناء اقامته في عاصمة السلطنة اغترارا بنفسه وحبا بالسيادة، فأنعم عليه السلطان برتبة الباشوية، وأغرى على اغتصاب منصب مولاه، فانقاد إلى هذه الوساوس، وبعد رجوعه إلى القاهرة أخذ ينفق المال عن سعة لاجتذاب المريدين الذين يعضدونه في تنفيذ مآربه. وشعر محمد علي بتغير سلوك لطيف باشا، فملا عزم على السفر إلى الحجاز أوعز إلى كخياه وصهره محمد بك ليراقبه مراقبة دقيقة، فصدع بالأمر وأكتشف مؤامرة دبرت لقتله هو نفسه، ولاعلان وفاة محمد علي باشا في الحجاز وتولية لطيف باشا على مصر.
فبادر الكخيا إلى محل اجتماع المتآمرين، بعد أن فر لطيف باشا من منزله عاد فوقع في قبضتهم، فحوكم وأعدم في القاهرة في 15 كانون الأول (ديسمبر) سنة 1813. على أن بعض المعاصرين رووا أن قتل لطيف باشا كان مبنيا على تعليما تركها محمد لكخياه لاظ محمد بك، لأنه نقم على لطيف باشا لأسباب عديدة وهي ان لطيف باشا كان يجتمع كثيرا في أثناء وجوده في الآستانة بأشخاص معروفين بعدائهم لمحمد علي، وهذه الاجتماعات أثارت الشبهة في نفس محمد علي، ثم ان لطيف طلب التزوج بابنة محمد علي، ولما رفض طلبه تفوه بكلام يزري بقدر مولاه، وأتى أمورا أخرى تدل على عدم الأمانة لولي نعمته. وقيل أيضا ان محمد علي أخذته الغيرة لأن السلطان منح مملوكه نفس الرتبة التي منحت لأولاده. ويؤيد أصحاب هذه الرواية كلامهم بكثرة القوات العسكرية في مصر التي كانت تؤيد محمد علي، وكلها تحت قيادة أقاربه أو مريديه الأمناء، بينما الذين كانوا يؤيدون لطيف باشا لم يتجاوز عددهم مائتي رجل، فلم يكن من المعقول أن يحاول لطيف باشا قلب الحكومة والحال كما ذكر.

## تنظيم الجنود وتمردهم
ان محمد علي كان شديد الرغبة في تنظيم جيشه على الطراز الأوروبي لاختباره تفوق الجنود المنظمة على سواها في أثناء محاربة الحملة الفرنساوية، ففي سنة 1815 لما عاد محمد علي من الحجاز اغتنم فرصة غياب أكثر الضباط والجنود المشاغبين في البلاد العربية، وعمد إلى تدريب فرقة من الجنود المقيمين في مصر، مهددا كل من يقاومه بالطرد من الجندية ومن القطر المصري، فتمرد الضباط والجنود وتآمروا على قتله، غير أنه أنذر بمكيدتهم فنجا منها، لكنه اضطر إلى ارجاء أمر التدريب العسكري إلى حين، وهدأ خواطر الجنود وضباطهم، وطمأن الأهلين الذين كانوا يخشون شر الجنود المتمردين.

## وفاة طوسون باشا
وفي 6 يوليه سنة 1816 أصيب محمد علي بوفاة ولده طوسون باشا، فجزع عليه جزعا شديدا، وكان الحزن عليه عاما بين أهل القاهرة، لأنه كان محببا إلى جميع طبقات الشعب لما أوتيه من دماثة الخلق وحب الخير، وامتاز على صغر سنة بالحزم وسداد الرأي وشدة البأس، وقد تولى قيادة الحملة على الوهابيين قبل أن يبلغ العشرين من عمره، وكان لوالده وشعبه فيه آمال كبار..

## الشروع في التوسع والإصلاح
ان أظهر صفات محمد علي على بعد النظر والحزم والمرونة السياسية. أدرك برأيه الصائب أن اقتباس الأنظمة الأوروبية ومجاراة الأوروبيين في الأساليب العمرانية أمور لابد منها لرقي بلاده، وتثبيت دعائم حكومته التي كانت حكومة الآستانة تعمل على تقويضها، فلما أخفق في محاولته تنظيم الجيش للمرة الأولى ستر اخفاقه بلباقته السياسية، لكنه بقى مصرا على العودة إلى التنظيم عند سنوح أول فرصة، وتمهيدا لذلك استمال اليه بوسائل مختلفة بعض كبار الضباط المعارضين. وجهز حملة لفتح السودان بقيادة ابنه إسماعيل باشا اقصت الباقين من هؤلاء الضباط ومن تابعهم من الجنود.
جعل محمد علي للحملة على السودان ثلاث غايات وهي: التخلص من الضباط والجنود الذين كانوا يقاومون التنظيم العسكري والقضاء على المماليك الذين فروا من القطر المصري إلى دنقلة بعد مذبحة القلعة المشهورة، والحصول على مصادر جديدة للثروة والتجنيد. والسودانيون قوم بسل، ظن محمد على أنه يستطيع أن يؤلف منهم جيشا يحل محل الألبانيين وغيرهم. فبلغت الحملة غرضيها الأولين، لكنها لم تأت بالفائدة المادية المرجوة ولا حققت الآمال في التجنيد، نظرا لعدم مناسبة جو مصر للسودانيين.
فعمد إلى تجنيد الفلاحين المصريين وانتدب لتنظيم الجيش ضابطا فرنساويا قديرا وهو الكولونيل ساف Seve المعروف باسم سليمان باشا الفرنساوي، وأنشأ المدارس الحربية وبنى الأسطول. ومع اصلاحاته هذه نمت الصناعة في البلاد، واستعان على القيام بكل ذلك برجال الفنون والصنائع الأوروبيين، وكان أكثرهم من الفرنسويين لحسن علائقه السياسية بهم واقبالهم على بلاده. واهتم أيضا بنشر المعارف في البلاد وتحسين الأحوال الصحية، فأنشأ المدارس والمستشفيات، وأرسل البعثات العلمية إلى أوروبا، واستقدم منها أرباب الاختصاص.
ومن اصلاحات محمد علي المشهورة وانشاء قوة منظمة من البوليس، واقرار الأمن في جميع انحاء البلاد حتى ضاهت مصر في ذلك البلدان الأوروبية الراقية.
ووجه اهتماما عظيما إلى الإصلاح الاقتصادي، لأن جميع مشاريعه لاقوام بها الا بالمال، فنشط الزراعة والتجارة فدرت عليه الخيرات، وبذل الجهد المستطاع في سبيل ترقية الصناعة، لكنها لم تكن رابحة. أما أعماله الزراعية، فأهما زراعة القطن الأمريكي والنيلة، واستيلاؤه على أكثر أملاك القطر المصري بطرق جائرة وتسخيره العمال لاجل القيام بمشاريعه الزراعية التي وضعها تحت مراقبة رجال الحكومة في المديريات، فنجحت أعماله وكثرت أرباحه، لكنه أنزل الضنك بعدد عديد من الملاكين، والعمال باغتصابه الأملاك وتسخير الرجال. وزاد على هذه المظالم استعمال منتهى الشدة في تحصيل الأموال الأميرية وفرض ضريبة جديدة وهي الفردة أو ضريبة الرؤوس، وكانت تجبي من رجال البلاد على اختلاف مذاهبهم.
لكن رغما عن هذه المظالم، فان اصلاحاته الجمة وتسامحه الديني جعله محترما في عيون الأوروبيين، فازدادت العلائق بين البلدان الأوروبية والمصرية، وكثر عدد مريديه والمعجبين به من الأوروبيين، نظرا لما كان يبديه من البشاشة في استقبالهم والحذق في أحاديثه الممزوجة بالظرف والفكاهة.